# ناقوس بزرگ کیوتو
ناقوس بزرگ کیوتو ۶۳ تن وزن و ۲.۴ متر ارتفاع و ۷.۲ متر قطر دارد. ضخامت آن ۵٫۲۲ سانتی‌متر است. در سال ۱۶۱۴ میلادی به دستور هیدویوشی سردار نظامی ژاپن ساخته شده و در معبد چیئون (Chion-in Temple) نگهداری می‌شود. این ناقوس بزرگترین ناقوس ژاپن است.